# Andrea King
Andrea King (ur. 1 lutego 1919, zm. 22 kwietnia 2003) – amerykańska aktorka filmowa i telewizyjna pochodzenia francuskiego.

## Filmografia
seriale
- 1949: Fireside Theatre
- 1953: General Electric Theater jako Edytorka
- 1958: 77 Sunset Strip jako Claudine
- 1963: Arrest and Trial jako Dr. Koerner
- 1968: Columbo jako Cynthia Gordon

film
- 1944: The Very Thought of You jako Molly Wheeler
- 1947: The Man I Love jako Sally Otis
- 1958: Darby's Rangers jako Pani Sheilah Andrews
- 1969: Tatuś wyrusza na polowanie jako Brenda Frazier
- 1994: Barwy zmierzchu jako Kostiumolog

## Wyróżnienia
Posiada swoją gwiazdę na Hollywoodzkiej Alei Gwiazd.